# Escape from Tarkov
Ten artykuł dotyczy przyszłego wydarzenia. Informacje w nim zawarte mogą się zmienić wraz z pojawieniem się nowych faktów, a początkowe doniesienia mogą być niepewne. Ostatnie aktualizacje tego artykułu mogą nie odzwierciedlać najbardziej aktualnych informacji.
Escape from Tarkov – wieloosobowa (MMO) strzelanka pierwszoosobowa z elementami RPG, symulacji i survivalu, stworzona przez rosyjskie studio Battlestate Games. Zamknięta wersja alfa gry została udostępniona graczom 28 grudnia 2016 roku. 28 lipca 2017 udostępniono wersję beta gry.

## Fabuła
Escape from Tarkov jest grą, której akcja odbywa się w obrębie fikcyjnego regionu Norwińsk, mieszczącego się w północno-zachodniej Rosji w specjalnej strefie ekonomicznej, która jest bramą pomiędzy Rosją i Europą. W regionie pojawiły się korporacje o wątpliwych zamiarach, co doprowadziło do wybuchu politycznego skandalu i afery korupcyjnej. Sześć miesięcy później spowodowało to wybuch konfliktu zbrojnego, w który zaangażowane zostały wojska rosyjskie, siły ONZ oraz dwie prywatne organizacje: United Security (USEC) i BEAR. Region Norvinsk wraz z przebywającymi na nim osobami został odcięty od reszty świata.
- USEC zostało zatrudnione przez Terra Group – jedno ze skorumpowanych przedsiębiorstw, które zaangażowane były w skandal polityczny; do utrudniania dochodzenia w czasie konfliktu.
- BEAR zostało zatrudnione przez rosyjski rząd, aby odkryć dowody świadczące przeciwko Terra Group[4].

## Rozgrywka
Celem gracza jest wydostanie się z obszaru gry w określonym czasie i w określonych miejscach. Każda próba wydostania się z obszaru gry stanowi osobną rozgrywkę, w której śmierć powoduje koniec rozgrywki i utracenie wszystkich przedmiotów, które gracz posiadał na sobie (broń, ubranie, pożywienie i inne przedmioty). Jeśli gracz wydostanie się z obszaru, wówczas zachowuje wszystkie przedmioty oraz zdobywa dodatkowe doświadczenie. Poza rozgrywką polegającą na wydostawaniu się z obszaru gry, gracz może rozbudowywać swoją kryjówkę (hideout), sprzedawać i kupować przedmioty i przygotowywać swoją postać do kolejnej rozgrywki wyposażając ją w odpowiedni ekwipunek. Poza grą postacią główną, gracz może co kilkanaście minut wykonać misję tzw. scavengerem, który nie jest główną postacią, nie może wykonywać misji, a jego głównym celem jest znalezienie w terenie przedmiotów, które mogą być przydatne głównej postaci.

## Odbiór
Studio Battlestate Games było krytykowane za nadużywanie systemu DMCA YouTube do usuwania filmów zawierających negatywne opinie na temat gry. Użytkownik YouTube Eroktic opublikował film oskarżający Battlestate Games o wyciek danych użytkowników, w wyniku czego Battlestate Games zgłosiło 47 filmów użytkownika do usunięcia. Dwa z nich zostały usunięte za rzekome rozpowszechnianie fałszywych informacji, a reszta za rozpowszechnianie złej prasy”.